# Luke Mijares
Luke Mijares es un cantante y compositor filipino de estilo musical Pop, RnB y Dance nacido en la ciudad de Tagbilaran en Bohol el 26 de junio de 1975.

## Obras
Fue elegido como el nuevo vocalista de la agrupación South Border en 1999, pero dejó el grupo en 2002. Aunque el surgió como solista con una canción del grupo Rivermaya, "214".

## Vida personal
Su padre es afroestadounidense y de ascendencia mexicana, cuando Luke se reunió con su padre, su progenitor no le reconoció como su hijo.

## Discografía

### Álbumes
- 2004: Stop, Luke and Listen
- 2007: Pangako
- 2012: Kasayaw[1]